# Double-Bar-Formation
Die Double-Bar-Formation ist die dritte und abschließende Formation der aus dem Paläoarchaikum Westaustraliens stammenden Coonterunah Subgroup. Sie liegt somit an der Basis der zur Pilbara Supergroup gehörenden Warrawoona Group des East Pilbara Terrane (Pilbara-Kraton).

## Vorkommen
Das Vorkommen der Double-Bar-Formation ist auf den südlich des Carlindi-Granitkomplexes liegenden Pilgangoora-Grünsteingürtel beschränkt, in den übrigen Grünsteingürteln des East Pilbara Terrane fehlt sie.

## Stratigraphie
Die durchschnittlich bis zu 2.500 Meter mächtig werdende Double-Bar-Formation ist magmatischen Ursprungs und vorwiegend extrusiver Natur. Sie besteht vor allem aus feinkörnigen, tholeiitischen Basalten, die gelegentlich Kissenlava ausbilden. Ähnlich wie in der unteren Table-Top-Formation treten auch hier subvulkanische Intrusiva wie beispielsweise Gabbros auf. Stellenweise sind auch dünne, vulkanoklastische Zwischenlagen feinkörniger, mafischer Tuffe erhalten. Die Gesteine wurden später unterschiedlich stark verkieselt, rekristallisiert und metamorphosiert (Grünschiefer- bis Amphibolithfazies). Die Double-Bar-Formation überlagert konkordant mit einer basalen Doppel-Chertlage die sauren Vulkanite der Coucal-Formation. Die Formation endet mit einer erosiven Diskordanz und wird dann im Pilgangoora-Grünsteingürtel von dem bereits zur Kelly Group gehörenden Strelley Pool Chert abgedeckt.